# Kawada Koji
Koji Kawada (sinh ngày 13 tháng 8 năm 1974) là một cầu thủ bóng đá người Nhật Bản.

## Sự nghiệp câu lạc bộ
Koji Kawada đã từng chơi cho Júbilo Iwata.